# Parulo (álbum)
Parulo es el primer álbum de estudio del grupo de cumbia villera argentina La Base. Es conocido por sus éxitos Muchacha sola, Sabroson, Bum Bum entre otros. Fue lanzado al mercado en 2003 a través de DBN.

## Lista de canciones
| 1  | Sabroson                       | 2:53 |
| 2  | Bum, Bum                       | 2:36 |
| 3  | Culito Pa'tras                 | 2:05 |
| 4  | Alcen Las Manos                | 2:14 |
| 5  | Lo' Borrachos                  | 2:52 |
| 6  | Yo Corro                       | 2:25 |
| 7  | Re Loco                        | 2:42 |
| 8  | Q'peteas                       | 2:23 |
| 9  | Alto Flash Villa Tour          | 2:59 |
| 10 | Muchacha Sola                  | 3:27 |
| 11 | Bonus Track Sabroson Mix       | 3:14 |
| 12 | Bonus Track Culito Pa'tras Mix | 2:18 |

## Formato
El disco se puede conseguir físicamente en CD, también se puede descargar de manera digital y se puede escuchar en plataformas de internet.